# Loc-Envel
Loc-Envel é uma comuna francesa na região administrativa da Bretanha, no departamento Côtes-d'Armor. Estende-se por uma área de 3,38 km². Em 2010 a comuna tinha 71 habitantes (densidade: 21 hab./km²).